# Andrea Ripa

Wappen von Andrea Ripa

Andrea Ripa (* 5. Januar 1972 in Rimini, Italien) ist ein italienischer römisch-katholischer Geistlicher und Kurienbischof.

## Leben
Andrea Ripa studierte Literaturwissenschaften an der Universität Urbino und anschließend Theologie und Philosophie. Er empfing am 24. September 2003 die Diakonen- und am 25. September 2004 durch Bischof Mariano De Nicolò das Sakrament der Priesterweihe für das Bistum Rimini. Nach einem Studium des Kanonischen Rechts wurde er 2010 an der Päpstlichen Lateranuniversität in Rom zum Dr. iur. can. promoviert. 2013 erhielt er die Anwaltszulassung für die römische Rota. Er lehrte Recht am Institut für Religionswissenschaften in Rimini, an der Theologischen Fakultät Lugano und der Päpstlichen Lateranuniversität. Zudem war er Richter und Judikatsvikar beim Diözesangericht in Bologna. Seit 2013 war er in der Kongregation für den Klerus im Vatikan tätig. Ripa war Seelsorger in Rimini und an der Pfarrei S. Maria delle Grazie al Trionfale in Rom.
Am 12. September 2017 ernannte ihn Papst Franziskus zum Untersekretär der Kongregation für den Klerus. Am 26. Januar 2022 ernannte ihn Franziskus zum Sekretär der Apostolischen Signatur und zum Titularbischof von Caere. Kardinalstaatssekretär Pietro Parolin spendete ihm am 26. Februar desselben Jahres im Petersdom die Bischofsweihe. Mitkonsekratoren waren der Präfekt der Kongregation für den Klerus, Erzbischof Lazarus You Heung-sik, und der Bischof von Rimini, Francesco Lambiasi. Ripa ist zudem Präsident der Domus Vaticanae.